# Сен Леже Вобан
Сен Лежѐ Воба̀н (на френски: Saint-Léger-Vauban) е село в Централна Франция, департамент Йон на регион Бургундия-Франш Конте. Намира се на територията на регионалния природен парк Морван, на 60 km югоизточно от Оксер и на 75 km западно от Дижон. Селището първоначално се нарича Сен Леже Фушере, но през 1867 г. е преименувано в чест на родения там маршал Себастиан дьо Вобан (1633-1707). Населението му е 361 души (по приблизителна оценка от януари 2016 г.).